# كلفن نورمان
كلفن نورمان (بالإنجليزية: Kelvin Norman)‏ (10 أكتوبر 1955 بكامبريدج في الولايات المتحدة - 8 نوفمبر 2005 بمقاطعة أراباهو في الولايات المتحدة) هو مدرب كرة قدم ولاعب كرة قدم أمريكي في مركز الدفاع. لعب مع بورتلاند تيمبرز ولوس أنجلوس لايزرز ونيوإنغلند تي من ‏ وColorado Comets ‏ وDenver Avalanche ‏.